# Австралийский совет профсоюзов
Австралийский совет профсоюзов (англ. Australian Council of Trade Unions) — является крупнейшей организацией, объединяющей профсоюзы рабочих в Австралии. С 300 союзов в Австралии 46 являются членами ACTU, что составляет около 1 800 000 профсоюзных активистов. ACTU имела и имеет крепкие отношения с Австралийской лейбористской партией (ALP), например, бывший президент ACTU Роберт Хоук, стал председателем ALP а впоследствии и премьер-министром Австралии. Много членов ATCU были представлены в парламентах.